# Agència Mundial Antidopatge
L'Agència Mundial Antidopatge (en francès i oficialment Agence Mondiale antidopage, AMA i en anglès World Anti-Doping Agency, WADA) és una fundació independent creada per una iniciativa col·lectiva recolzada pel COI. Va ser inaugurada el 10 de novembre de 1999 a Lausana (Suïssa) per promoure, coordinar i monitorar la lluita contra el dopatge a l'esport.
Les activitats clau de l'agència inclouen la investigació científica, l'educació, el desenvolupament de les capacitats antidopatge i el seguiment del Codi Mundial Antidopatge, les disposicions del qual es fan complir per la Convenció Internacional contra el Dopatge en l'Esport de la UNESCO. Els objectius de la Convenció Antidopatge del Consell d'Europa i de l'Agència Antidopatge dels Estats Units també estan estretament alineats amb els de l'AMA.
L'AMA és responsable del Codi Mundial Antidopatge, adoptat per més de 650 organitzacions esportives, incloses federacions esportives internacionals, organitzacions nacionals antidopatge, el COI i el Comitè Paralímpic Internacional.

## Història
L'Agència Mundial Antidopatge és una fundació creada a través d'una iniciativa col·lectiva liderada pel Comitè Olímpic Internacional (COI). Es va constituir el 10 de novembre de 1999 a Lausana, Suïssa. Es va crear gairebé un any després d'iniciar les reunions que van donar com a resultat el que es va anomenar la "Declaració de Lausana", per promoure, coordinar i controlar la lluita contra les drogues en l'esport.
Des de 2002, la seu de l'organització es troba a Mont-real, Quebec, Canadà. L'oficina de Lausana es va convertir en l'oficina regional d'Europa. S'han establert altres oficines regionals a Àfrica, Àsia/Oceània i Amèrica Llatina. L'AMA és responsable del Codi Mundial Antidopatge, adoptat per més de 650 organitzacions esportives, incloses federacions esportives internacionals, organitzacions nacionals antidopatge, el COI i el Comitè Paralímpic Internacional.
Inicialment finançada pel Comitè Olímpic Internacional, l'AMA continua rebent la meitat del pressupost del COI i l'altra meitat prové de diversos governs nacionals. Els seus òrgans de govern també estan integrats a parts iguals per representants del moviment esportiu (inclosos esportistes) i governs del món.

### Informe McLaren

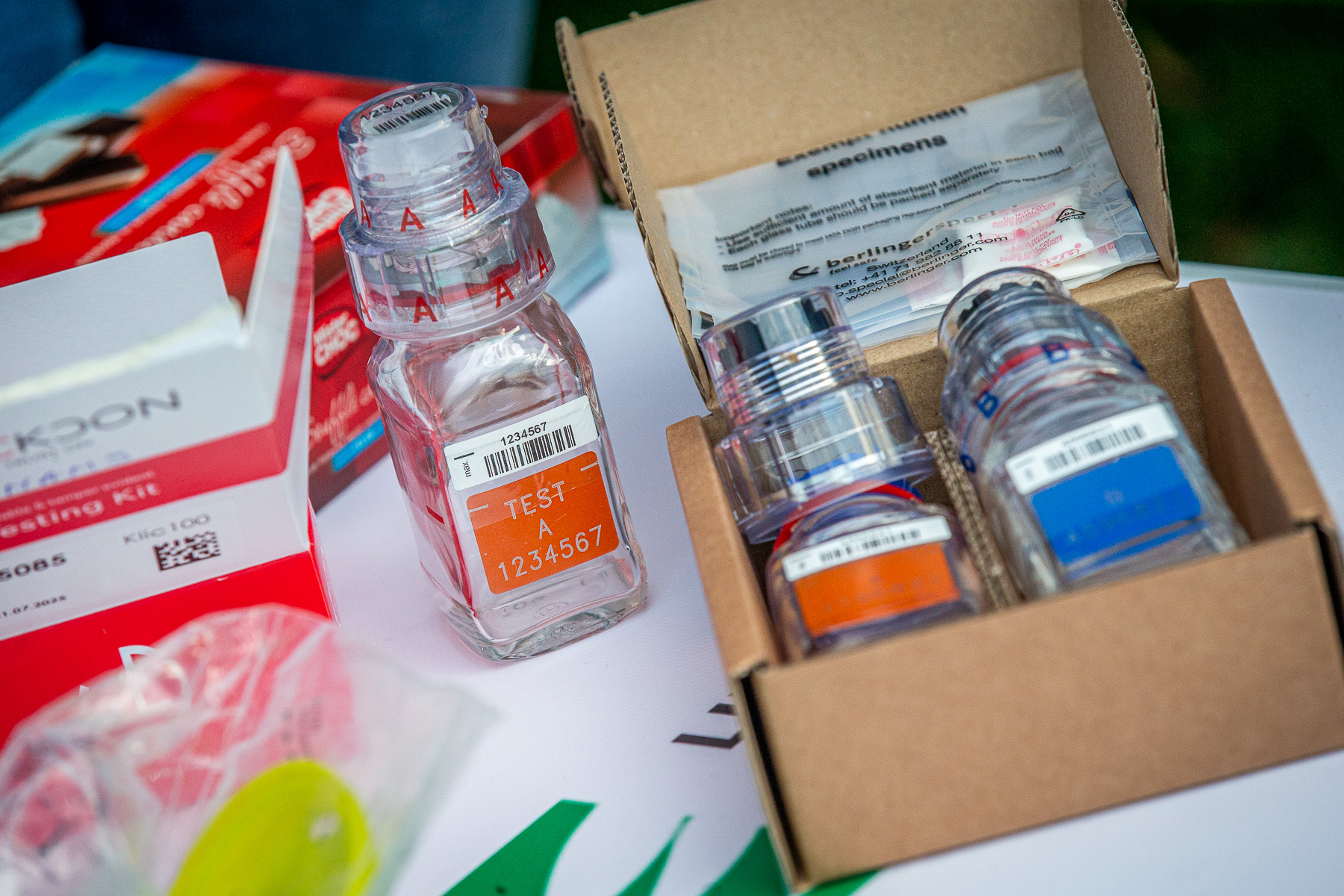
Recipient amb mostres d'orina

El 2016, l'acadèmic Richard McLaren, un investigador independent que treballava en nom de l'AMA, va publicar dos informes que mostraven que més de 1.000 atletes russos en més de 30 esports havien participat o s'havien beneficiat del dopatge patrocinat per l'estat del 2011 al 2015. Com a resultat de l'informe, es va prohibir a molts atletes russos participar als Jocs Olímpics d'hivern de 2018. Malgrat l'evidència àmpliament acceptada, el 2018 l'AMA va aixecar la prohibició dels atletes russos. La reincorporació va ser fortament criticada per, entre d'altres, el denunciant rus Grigory Rodchenkov i el seu advocat, James Walden.

## Governança
L'AMA és una organització internacional. Delega el treball que fa en determinats països a organitzacions regionals i nacionals antidopatge (RADO i ONAD) i imposa que aquestes organitzacions compleixin el Codi Mundial Antidopatge. L'AMA també acredita al voltant de 30 laboratoris per dur a terme les anàlisis científiques necessàries per al control del dopatge.
Els estatuts de l'AMA i el Codi Mundial Antidopatge imposen al Tribunal d'Arbitratge de l'Esport la jurisdicció última per decidir els casos relacionats amb el dopatge.
La màxima autoritat de presa de decisions de l'AMA és el Consell de la Fundació, format per 38 membres, que està format a parts iguals per representants del COI i representants dels governs nacionals. El Patronat de la Fundació nomena el president de l'agència. La major part de la gestió del dia a dia es delega al Comitè Executiu.
El Comitè Executiu, format per 16 membres, està delegat al Patronat de la Fundació per gestionar les operacions diàries de l'AMA. També són responsables de totes les decisions no reservades pels Estatuts de l'AMA a la Junta. Els representants són designats pel COI i els governs. Molts són esportistes actuals o antics. L'abril del 2024 Witold Bańka és president, i Yang Yang és vicepresident del comitè.
El Comitè de Nominacions es va crear el setembre de 2019 per garantir que es contractin les persones adequades per ocupar càrrecs de govern superior a l'organització. Diane Smith-Gander, executiva de negocis australiana independent, va ser nomenada presidenta inaugural del comitè. Altres membres independents designats són l'experta alemanya en recursos humans Regine Buettner i l'executiu empresarial britànic Simon Gillham. La nominada del moviment esportiu és Kelly Fairweather de Sud-àfrica, i Maja Makovec Brenčič d'Eslovènia és la nominada per l'autoritat pública (govern).
També existeixen diversos subcomitès amb competències més reduïdes, inclòs un Comitè de Finances i Administració i un Comitè d'atletes format per atletes.

### Llista de presidents
| núm | Dates                                           | Nom          | País d'origen |
| --- | ----------------------------------------------- | ------------ | ------------- |
| 1   | 10 de novembre de 1999 - 31 de desembre de 2007 | Dick Pound   | Canadà        |
| 2   | 1 de gener de 2008 - 31 de desembre de 2013     | John Fahey   | Austràlia     |
| 3   | 1 de gener de 2014 - 31 de desembre de 2019     | Craig Reedie | Regne Unit    |
| 4   | 1 de gener de 2020 - present                    | Witold Bańka | Polònia       |

## Codi Mundial Antidopatge
El Codi Mundial Antidopatge és un document publicat per l'AMA que aproximadament 700 organitzacions esportives d'arreu del món són signatàries. El codi "harmonitza les polítiques, normes i regulacions antidopatge dins de les organitzacions esportives i entre les autoritats públiques" amb l'objectiu de "protegir el dret fonamental dels esportistes a participar en esports lliures de dopatge". El codi es complementa amb vuit estàndards internacionals publicats per l'AMA que cobreixen els temes de substàncies prohibides, proves i investigacions, laboratoris, exempcions d'ús terapèutic, protecció de la privadesa i informació personal, compliment del codi per part dels signants, educació i gestió de resultats. La versió més recent del codi va entrar en vigor l'1 de gener de 2021.
El 2004, el Codi Mundial Antidopatge va ser implementat per organitzacions esportives abans dels Jocs Olímpics d'Atenes, Grècia. El novembre de 2007, més de 600 organitzacions esportives (federacions esportives internacionals, organitzacions nacionals antidopatge, el Comitè Olímpic Internacional, el Comitè Paralímpic Internacional i diverses lligues professionals de diversos països del món) van adoptar per unanimitat un Codi revisat a la Tercera Conferència Mundial sobre el Dopatge a l'Esport, perquè entrés en vigor l'1 de gener de 2009.
El 2013 es van aprovar noves esmenes al Codi, duplicant la sanció per una primera infracció en què s'estableixi un dopatge intencionat, però permetent sancions més indulgents per infraccions inadvertides de les normes o per als esportistes que col·laboren amb les agències antidopatge. El codi actualitzat va entrar en vigor l'1 de gener de 2015.
El 16 de novembre de 2017, la Junta de la Fundació de l'AMA va iniciar el procés de revisió del codi de 2021, que també va implicar la revisió simultània dels estàndards internacionals. Durant aquest temps, les parts interessades van tenir múltiples oportunitats de contribuir i fer recomanacions sobre com reforçar encara més el programa global antidopatge. Després del procés de revisió, es va convidar les parts interessades a intervenir públicament sobre el Codi i els estàndards proposats durant la Cinquena Conferència Mundial sobre el Dopatge en l'Esport de l'Agència a Katowice, Polònia, una oportunitat que va ser aprofitada per més de 70 organitzacions de parts interessades, abans del Codi i del ple. El conjunt d'estàndards va ser aprovat pel Consell de la Fundació i el comitè executiu, respectivament.